# UFC Fight Night: Maia vs. Usman
UFC Fight Night: Maia vs. Usman var en MMA-gala som arrangerades av Ultimate Fighting Championship och ägde rum 19 maj 2018 i Santiago i Chile.